# Тарик Суджат
Тарик Суджат (бенг. তারিক সুজাত, род. 10 сентября 1965, Дакка) — бангладешский поэт и дизайнер.

## Краткая биография
В 1990 г. окончил Даккский университет, где изучал политологию. Участвовал в студенческом движении против военного режима Эршада в конце 1980-х гг. В настоящее время график-дизайнер и предприниматель в области дизайна и масс-медиа.  Основатель одного из первых домов дизайна в Бангладеш (Journeyman). Среди дизайнерских работ – оформление Музея Освободительной войны в Дакке.

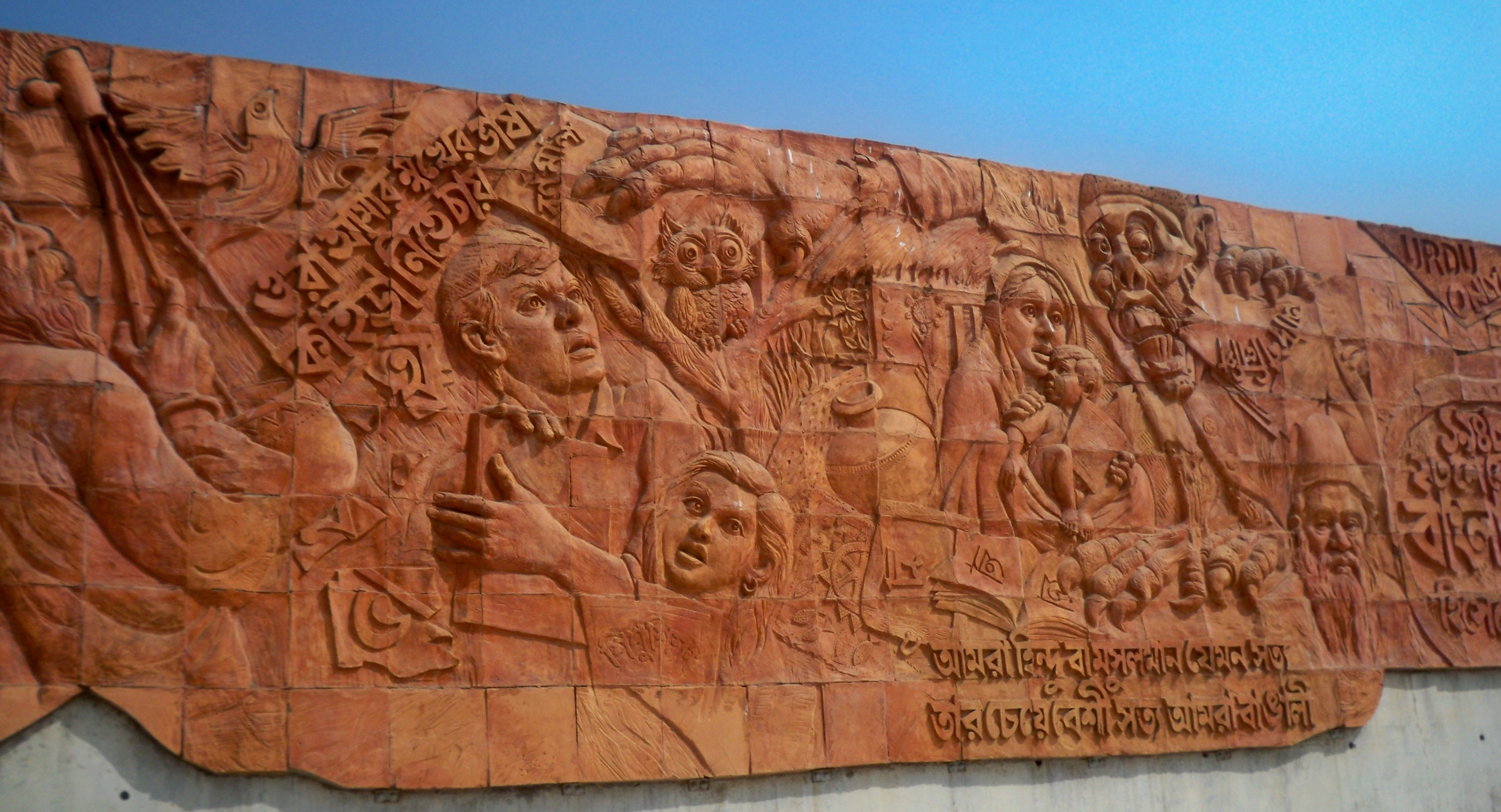
Барельефы на стенах Музея Освободительной войны в Дакке

## Творчество
Начал писать стихи в 1980-е гг. Публикуется в литературных журналах. Выпустил девять поэтических сборников на бенгальском и английском языках. В поэзии Тарика Суджата поднимаются актуальные проблемы страны, патриотические мотивы сочетаются с лиричностью и музыкальностью формы. Его стихи включены в антологии бангладешских поэтов, изданных в Швеции и Германии . Регулярно участвует в Национальных поэтических фестивалях .

## Общественная деятельность
Генеральный секретарь Национального  Совета поэзии, член Академии бенгальского языка, Бангладешской ассоциации ООН, Объединённого культурного фронта.

## Награды
- Krittibas award (Индия, 2006) [3].
- Prothom Alo Award (Индия, 2017) [4].
- Две международные премии в области графического дизайна

## Семья
Родители:  отец Тофаззал Хоссейн, писатель и журналист, член движения за статус бенгальского языка1952 г.; мать Хосне Хена. Жена Назнин Хак Мими, дизайнер интерьера. Сын Тамим Суджат, поэт.

## Впечатление
«В своих стихах Тарик Суджат показывает смятение по поводу насущных национальных проблем и изображает муки мятущихся душ. Слова, символы, образы и метафоры у него напрямую связаны с нашей традицией. Как переводчик я идентифицирую себя с сознанием поэта, с его миром, чувством принадлежности  к нашему культурному наследию» — Шуборнаа Чоудхури, переводчик .

## Публикации
- Protibimbo Bhenge Jao (1986)
- Jabo Bole Theme Thakte Nei (Agami Publication 1997)
- Shomoyke Ami Ulto Paa-E Hete Jete Dekhechi  (2003)
- An Unknown Dusk. Translation Mahmud/map Faye Rodriguez. Dhaka: Map/Matri Publication, 2007. ISBN 789-843-238-368 (двуязычная антология)
- Akaspuran (2009)
- I have seen Time Treading Backward. Translated by Shuborna Chowdhury. Dhaka: Agamee Prakashani, 2010. ISBN 978-984-04-1352-2(двуязычная антология)
- Myth, Skyborne. Translated by Anuradha Ghosh. Dhaka: Agamee Prakashani, 2012. ISBN 978-984-04-1486-4 (двуязычная антология)
- Kobitasangraha” (2013).
- Sobuje Dhuyechi Pa (Anannya, 2015)